# Dwars door Vlaanderen 2006
La Dwars door Vlaanderen 2006, sessantunesima edizione della corsa, valida come evento dell'UCI Europe Tour 2006 categoria 1.1, si svolse il 22 marzo 2006 su un percorso di 204 km. Fu vinta dal belga Frederik Veuchelen, che giunse al traguardo in 5h13'20" alla media di 39,064.
Dei 177 ciclisti alla partenza furono in 95 a tagliare il traguardo.

## Ordine d'arrivo (Top 10)
| Pos. | Corridore          | Squadra     | Tempo    |
| ---- | ------------------ | ----------- | -------- |
| 1    | Frederik Veuchelen | Ch. Jacques | 5h13'20" |
| 2    | Jeremy Hunt        | Unibet.com  | a 2"     |
| 3    | Lloyd Mondory      | AG2R        | s.t.     |
| 4    | Marcus Burghardt   | Ch. Jacques | s.t.     |
| 5    | Baden Cooke        | Quick Step  | s.t.     |
| 6    | Nick Nuyens        | Jartazi     | s.t.     |
| 7    | Aart Vierhouten    | T-Mobile    | s.t.     |
| 8    | Mathew Hayman      | CSC         | s.t.     |
| 9    | Nico Mattan        | Ch. Jacques | s.t.     |
| 10   | Aljaksandr Usaŭ    | Skil        | s.t.     |